# Kaga (2015)
Kaga (DDH-184) – japoński śmigłowcowiec typu Izumo. W Japonii ze względów politycznych klasyfikowany jako niszczyciel śmigłowcowy. Imię okrętu, noszone wcześniej przez lotniskowiec z II wojny światowej, pochodzi od prowincji w środkowej Japonii.

## Historia
Budowa „Kaga” rozpoczęła się 7 października 2013 roku w stoczni JMU w Jokohamie. Wodowanie miało miejsce 27 sierpnia 2015 roku. Okręt wszedł do służby 22 marca 2017 roku. Okręt może przenosić do 28 śmigłowców, przede wszystkim zwalczania okrętów podwodnych SH-60J/K Seahawk, w praktyce przenoszona jest mniejsza liczba.
W 2021 roku „Kaga” uczestniczył we wspólnych ćwiczeniach MPX 2021 z brytyjskim lotniskowcem „Queen Elizabeth” i amerykańskim „Carl Vinson” (CVN-70).
Pod koniec roku budżetowego 2021 (wiosną 2022) rozpoczęła się przebudowa „Kagi” w ślad za „Izumo” w celu dostosowania go do operowania samolotów krótkiego startu i pionowego lądowania F-35B, obejmująca przede wszystkim pokrycie pokładu aluminiowo-tytanową powłoką ochronną odporną na wysoką temperaturę gazów. Po przebudowie okręt ma mieć możliwość przenoszenia 12-14 samolotów F-35B, która mają wejść na wyposażenie Japonii od 2023 roku. Na rok 2026 planowana jest modernizacja hangaru okrętu.